# Schlock (film)
Schlock är en amerikansk skräckkomedi från 1973, skriven och regisserad av John Landis i hans långfilmsdebut. Filmen är en parodi på klassiska monsterfilmer och är särskilt känd för sin låga budget, absurda humor och makeupeffekter skapade av Rick Baker.

## Handling
Filmen handlar om en urtida människoapa, kallad Schlock, som vaknar upp efter att ha varit begravd i miljoner år. När han börjar terrorisera en liten stad, misstolkas hans handlingar som både farliga och komiska. Samtidigt blir han förälskad i en blind kvinna som tror att han är en vanlig man. Myndigheterna försöker fånga Schlock innan han orsakar ännu mer kaos.

## Produktion och stil
John Landis, som senare blev känd för filmer som The Blues Brothers och En amerikansk varulv i London, gjorde Schlock vid 22 års ålder med en budget på endast 60 000 dollar. Han spelade själv titelrollen i en apdräkt skapad av Rick Baker, som senare blev en ikon inom specialeffekter.
Filmen driver med B-filmer från 1950- och 1960-talet och innehåller en blandning av slapstick, absurda skämt och filmreferenser.